# Étienne Jodelle
Étienne Jodelle, señor de Limodin (París, 1532 - julio de 1573) fue un poeta y dramaturgo francés. Miembro de la La Pléyade,  revitalizó los principios del teatro antiguo durante el Renacimiento. Fue el primero en introducir el verso alejandrino, en particular con Cleopatra cautiva, la primera "tragedia a la antigua", así como, Eugenio en la comedia, ambas de 1553. Reconocido como precursor del teatro que nació en la segunda mitad del siglo XVI, un período convulso por las Guerras de Religión, que vio sus incertidumbres plasmadas en su obra·.

## Biografía
Jodelle perteneció a la burguesía parisina, pero se siempre se sintió atraído por la nobleza. Se convirtió en  “Señor de Lymodin” tras la muerte prematura de su padre cuando Jodelle tenía sólo cuatro años. Dicha situación obligó a su madre, Marie Drouet, a hacerse cargo de la educación de sus hijos, Étienne y su hermana. Su tío materno, Étienne de Passavant, propietario de una importante colección de libros, parece haber sido quien encendió en Jodelle el gusto por la literatura.
Permaneció en Lyon alrededor de 1550, para después instalarse en París, donde entabló amistad con Jean Antoine de Baïf, Nicolas Denisot y Rémy Belleau. Perteneciendo al círculo del mecenas Jean II Brinon. En París se volvió miembro de La Pléiade, esforzándose por aplicar sus principios de arte grecolatino al Teatro de su época. Fue el primero en utilizar el alejandrino en la tragedia. Siendo precuror del théâtre à la antique que nació en la segunda mitad del siglo XVI.
A principios de 1553, representó la primera tragedia humanista, Cléopâtre captive (Cleopatra cautiva), y la primera comedia humanista, L'Eugène (Eugenio), ante el rey Enrique II, en París, en el Collège de Reims y luego en el Collège de Boncourt. Para celebrar la primera representación y “bautizar” el nacimiento del teatro antiguo en Francia, Jodelle y sus amigos de La Pléiade fueron a Arcueil, donde llevaron a cabo una antigua ceremonia conocida como Pompe du bouc, que provocó la ira de los devotos, cuando una cabra adornada con flores fue conducida en procesión y presentada al autor, ceremonia exagerada por los enemigos de los ronsardistas en un resurgimiento de los ritos paganos del culto a Baco.
Ahora protegido por el Cardenal de Lorena y por Margarita de Francia, escribió una segunda tragedia, Didon se sacrifiant (Dido se sacrifica), que quizás se representó en Dol hacia 1555, y que Jacques Grévin imitó cuando escribió su César (1561).
En 1558, el preboste de comerciantes y concejales de París le encargó la organización de un espectáculo en honor del rey Enrique II, que acababa de conquistar Calais, y del duque de Guisa. Sólo dispone de cuatro días para ello, y lo que iba a ser una puesta en escena barroca de la leyenda de Orfeo, con escenografía, música y máquinas, se convierte en un fracaso y le granjea la desgracia: si Enrique II se muestra magnánimo, Jodelle es objeto de burla en la corte y funcionarios municipales amenazan con demandarlo por despilfarro de dinero público. Según los informes, fue por esa época cuando lo condenaron a muerte. Se aleja de la Corte y luego acaba regresando.
Si bien se le consideraba favorable a la Reforma, escribió los sonetos Contra los ministros de la Nueva Opinión contra los protestantes. Posteriormente fue acusado de haber defendido la Matanza de San Bartolomé, en particular por Pierre de L'Estoile. Pudo haber formado parte del círculo literario de Maréchale de Retz.
Jodelle recibió quinientas libras de Carlos IX en 1572, pero siguió endeudándose y murió en la pobreza en julio de 1573, en una choza de la calle Champ-Fleury. El poeta protestante Agrippa d'Aubigné lo celebró en sus Versos fúnebres. Fue Charles de La Mothe quien, tras la muerte del poeta, hizo imprimir sus Œuvres et melanges poëtiques (París, N. Chesneau y M. Patisson, 1574).
En la época moderna, el aporte de su obra ha cobrado importancia, como precursora del teatro en el país pero también en el desarrollo de lo que luego se llamaría teatro clásico francés.

## Obra y posteridad

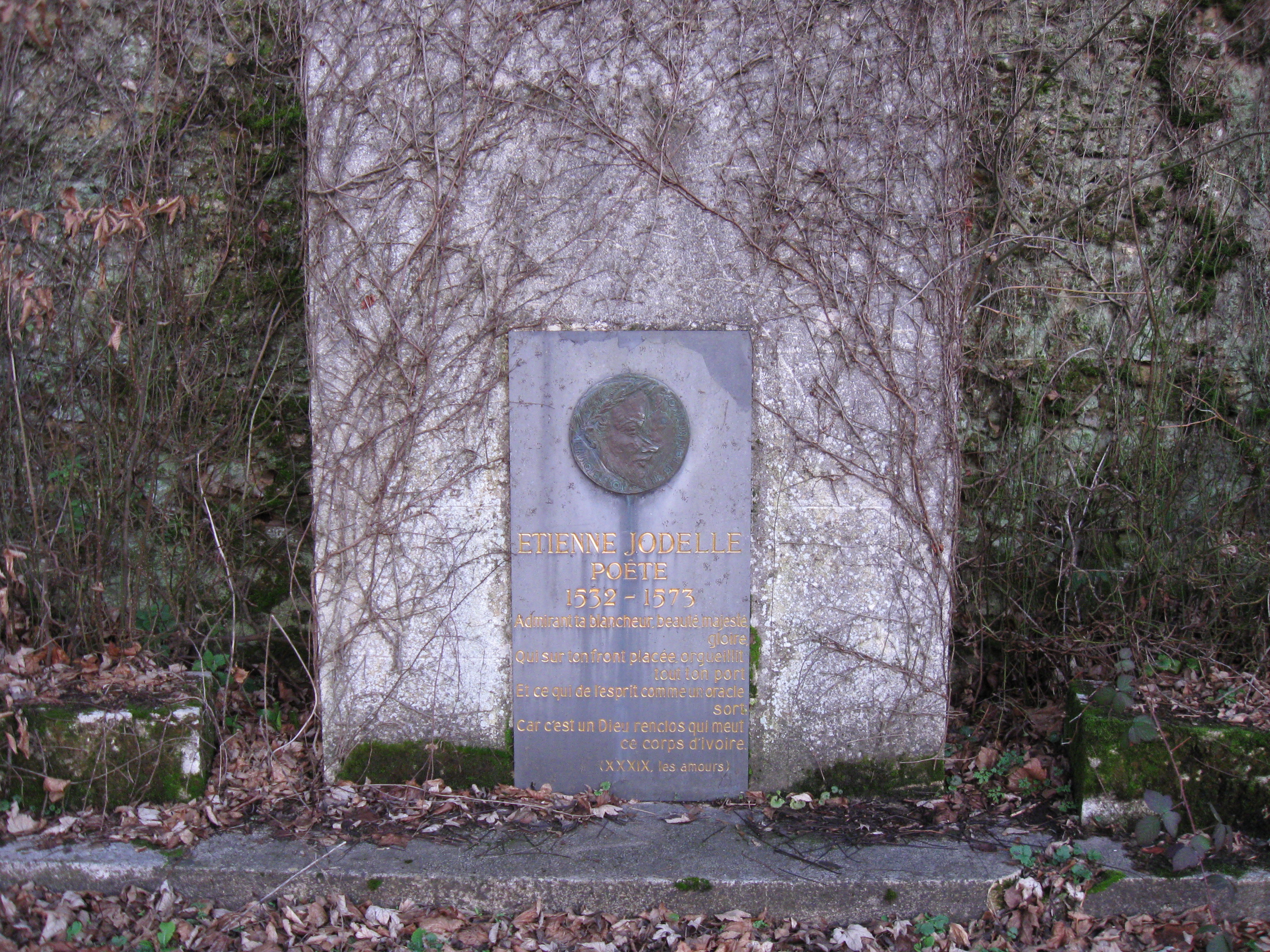
Estela dedicada a Étienne Jodelle, en la calle homónima, Seine-et-Marne, Île-de-France.

Sus obras ejercieron una fuerte influencia en el desarrollo posterior de diversos géneros de dramaturgia y que continuó mucho después de él.
- L'Eugène (Eugenio), 1553.
- Cléopâtre captive (Cleopatra cautiva), 1553.
- Didon se sacrifiant (Dido se sacrifica), alrededor de 1555), retoma el tema y algunos versos de la Eneida de Virgilio.
- Poésies politiques (1572)
- Les Amours et autres poésies Texto en línea

Ediciones modernas
- Diidon se sacrifiant, texto editado y presentado por Mariangela Miotti, La tragédie à l'époque d'Henri II et de Charles IX (1573-1575), 1re série, vol. 5, Florence-Paris, Olschki-P.U.F., 1993, p. 359-430.
- Œuvres complètes, editado por E. Balmas, Paris, Gallimard, 1968
- L'Amour obscur, Poemas escogidos y presentados por Robert Melançon, Paris, Orphée/La Différence, 1991
- Didon se sacrifiant, editado por J.-C. Ternaux, Paris, Champion, 2002
- Cleopatre catpive, editado y presentado por Emmanuel Buron, Théâtre tragique du XVIe siècle, Garnier Flammarion, 2020
- Comme un qui s'est perdu dans la forêt profonde : sonnets ; edición de Agnès Rees ; prefacio de Florence Delay, Gallimard, 2022, 225 p.

### Homenajes
- Pathelin, Cléopâtre, Arlequin. Le théâtre dans la France de la Renaissance en el Palacio de Écouen, exposición en colaboración de la Bibliothèque nationale de France et le Museo Nacional del Renacimiento, 22 de noviembre del 2018.
- El asteroide (317917) Jodelle es nombrado en su honor.

## Véase teambién
- Renacimiento francés
- Literatura francesa
- Literatura del Renacimiento